# Batavi (Indonesia)

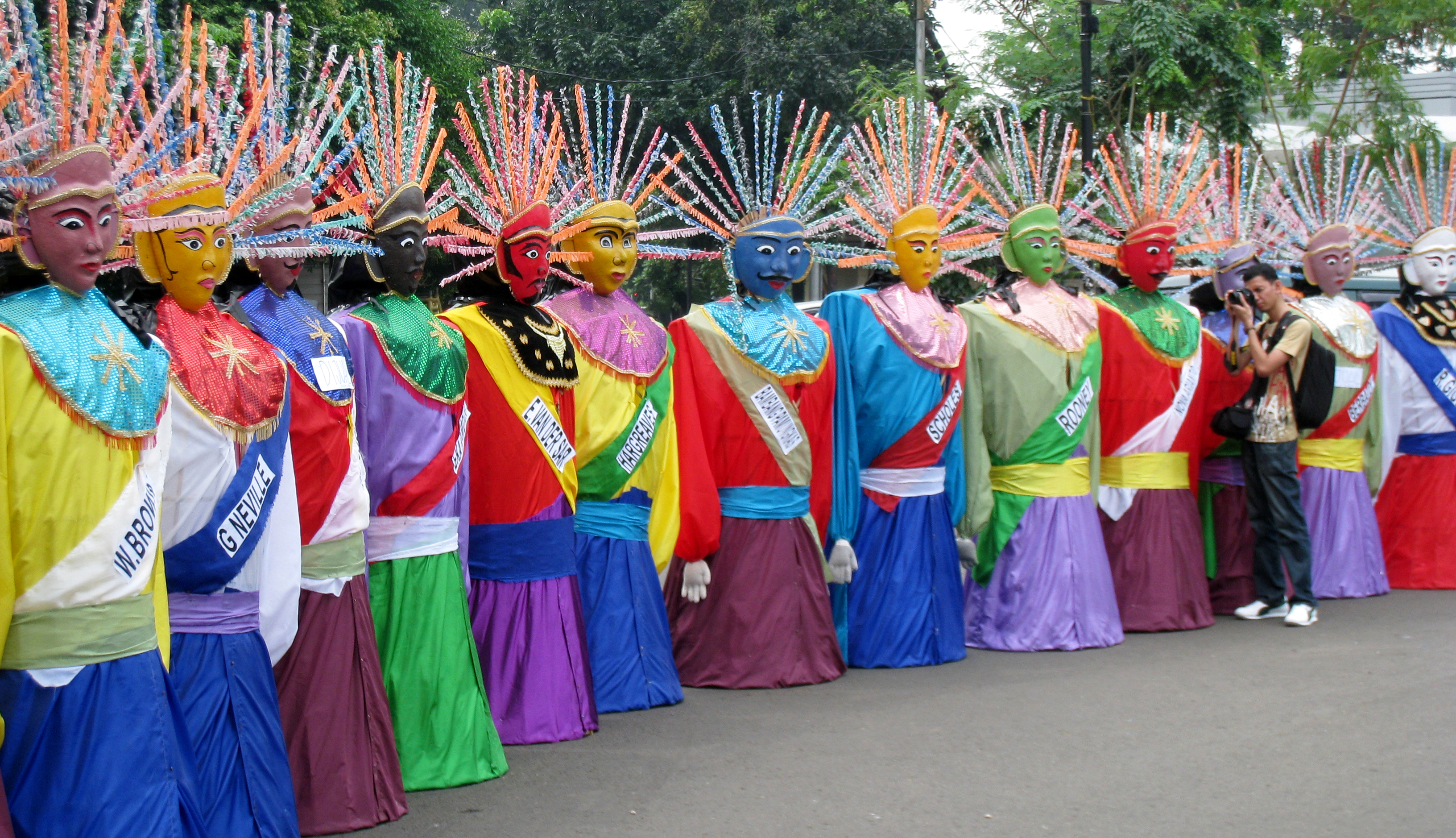
Batavi Ondel-Ondel

I Batavi o in indonesiano Orang Betawi o Betawi, (chiamati anche Betokaw, nello slang bataviano) sono i discendenti del popolo che viveva a Batavia (nome coloniale di Giacarta intorno al XVII secolo).
I batavi sono un gruppo etnico creolo di varie parti dell'Indonesia, come i malesi, i sundanesi, i Giavanesi, i Balinesi, i Minang, Bugis, Makassar e ambonesi e anche gruppi etnici stranieri come i Mardijker, portoghesi, olandesi, arabi, cinesi e indiani. Hanno una cultura e una lingua distinta dai sundanesi e dai giavanesi circostanti.
La loro lingua, la lingua batava (betawi), al 2022 è parlata da 5 milioni di parlanti totali. Sono conosciuti per la loro musica e cibo e per essere per lo più di fede islamica ed egualitari.

## Persone batave famose

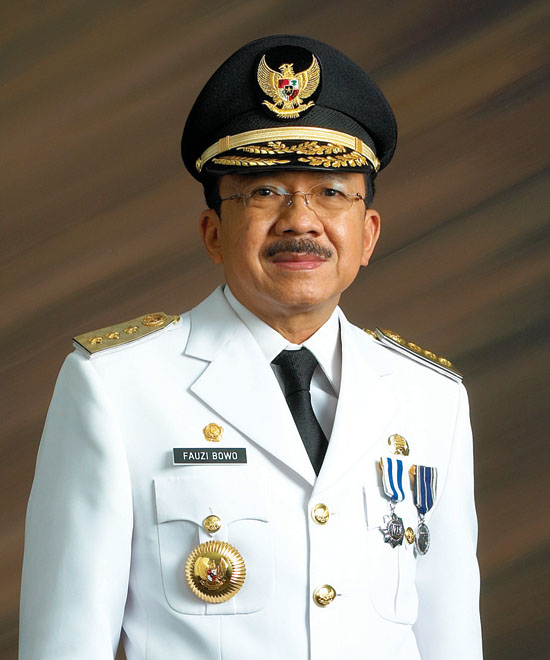
Fauzi Bowo, ex governatore di Giacarta.

- Alya Rohali,
- Asmirandah,
- Benyamin Sueb
- Dewi Rezer,
- Dewi Sandra,
- Fauzi Bowo,
- Hassan Wirajuda,
- Ida Royani,
- Ismail Marzuki,
- Iko Uwais,
- Mohammad Husni Thamrin,
- Nawi Ismail,
- Nia Zulkarnaen,